# Директива 2010/63/ЄС
Директива № 2010/63/ЄС (повна назва — Директива Європейського парламенту та Ради Європейського Союзу від 22 вересня 2010 року про захист тварин, що використовуються в наукових цілях) — нормативно-правовий акт Європейської Унії, який регулює порядок захисту лабораторних тварин, що використовуються в наукових цілях. Документ був прийнятий 22 вересня 2010 року в Страсбурзі Європарламентом та Радою, і набрав чинности 9 листопада 2010 року. Була підписана Єжи Бузеком та Олів'єром Шастель. Директива спрямована на захист тварин, що використовуються в наукових дослідженнях, з остаточною метою замінити всі дослідження на тваринах неживими методами.

## Прийняття

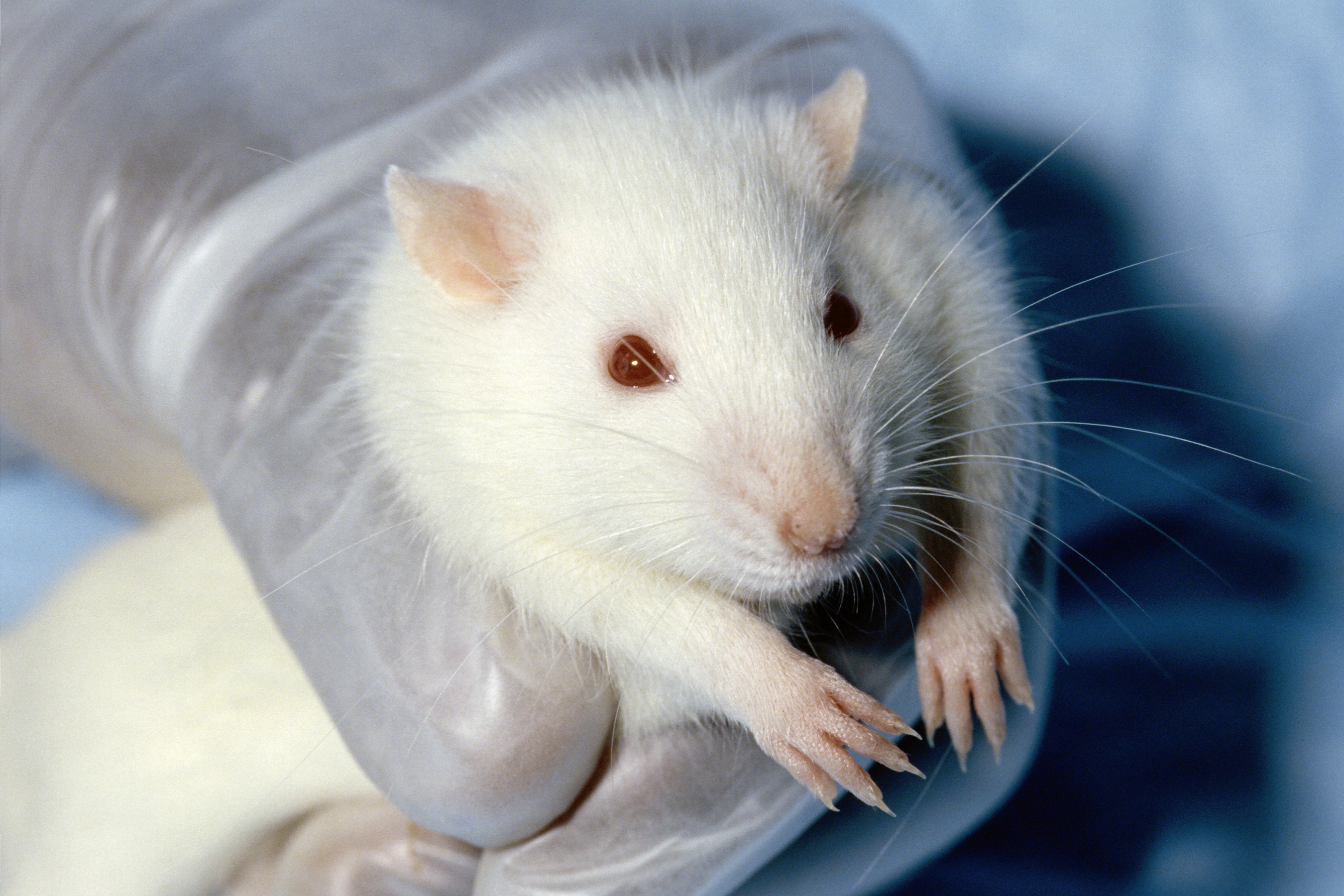
Директива 2010/63/ЄС — це законодавчий акт, що захищає тварин, яких використовують у наукових дослідженнях.

8 вересня 2010 року було завершено тривалий процес перегляду попередньої Директиви ЄС «про захист лабораторних тварин». Уповноваженими органами була проведена робота щодо порівняльної оцінки нової та старої Директив. Попри те, що його кінцева мета замінити використання тварин, нова Директива визнає, що тварини, включаючи людиноподібних приматів — конче потрібні в наукових цілях. Підкреслюється, що тварини мають внутрішню цінність, яку треба поважати. Існують деякі значні досягнення в галузі добробуту тварин, однак багато з них вже були звичною практикою в прогресивніших державах-членах. Перегляд та прийняття нового документу мало на меті продемонструвати позицію країн-членів ЄС з одного боку щодо поліпшення здоров'я та безпеки людини шляхом дозволу випробувань на тваринах, а з іншого — покращення здоров'я та добробуту тварин шляхом встановлення мінімальних стандартів поводження з ними. Завдяки цій прогресивній Директиві європейська спільнота займає провідну роль у дослідженнях та розробках нових тестів та технологій на тваринах, впроваджуючи низку заходів, які посилюють оцінку потреби вживання тварин у кожному конкретному випадку. Полження документу також відображають формальну реалізацію принципу «концепції 3R» — заміна, скорочення та доопрацювання випробувань на тваринах, що були висунуті вченими Расселом та Берчем 1959 року.

## Характеристика документа

### Структура
- Преамбула (Whereas, складається з 42 пунктів);

- Ст. 1-3 перелік видів тварин на яких поширюється дія положень Директиви;

- Ст. 4-46 посилання та реалізація принципу «концепції 3R»;

- Ст. 47 співробітництво країн-членів ЄС при визначенні та призначенні відповідних спеціалізованих та кваліфікованих лабораторій для проведення досліджень;

- Перехідні положення (Annex I—VIII)[2]

### Завдання
Кінцева мета ЄС — покласти край експериментам над тваринами, замінивши такі експерименти замісними підходами, не тваринами. Однак, враховуючи сучасні наукові знання, замінити всі експерименти на тваринах поки неможливо. З цієї причини законодавство прагне забезпечити поліпшення становища тварин, які все ще використовуються для експериментів, і відповідно до правил, що випробування на тваринах повинні бути замінені, зменшені та вдосконалені, де це можливо.

## Наслідки

Директива тепер захищає головоногих, таких як цей карибський рифовий кальмар (Sepioteuthis sepioidea).

Положення Директиви реалізують на практиці заходи, спрямовані на захист тварин, які використовуються для наукових цілей, особливо для базових чи прикладних досліджень, особливо для виробництва медичних виробів. Додатково були запроваджені захисні заходи для тварин, які використовуються в освітніх цілях. Новим документом скасували Директиву 86/609/ЄЕС (Council Directive 86/609/EEC of 24 November 1986 on the approximation of laws, regulations and administrative provisions of the Member States regarding the protection of animals used for experimental and other scientific purposes). Директива 2010/63/ЄС одразу отримала підтримку від Федераціі європейських лабораторних асоціацій у галузі тваринництва (FELASA) разом з провідними біомедичними науково-дослідними організаціями, науковими товариствами, представниками галузі, університетами. Ними була підписана загальноєвропейську заяву про підтримку документу про захист тварин, які використовуються для наукових цілей. Разом з тим вони наголосили, що дослідження на тваринах сприяли значним проривам у медицині й залишаються необхідною частиною наукових пошуків для розуміння біології та хвороб, а також розробки безпечних та ефективних нових терапевтичних засобів. Європейська директива покращила стандарти добробуту для тварин на території ЄС та втілює в законодавство ЄС поняття вдосконалення, заміни та скорочення («3R»). Документ гарантує, що тварини використовуються в дослідженнях лише тоді, коли потенційні медичні, ветеринарні та наукові переваги є переконливими та не існує альтернативного методу. На жаль в даний час наукова спільнота не в змозі повністю замінити використання тварин, але вона продовжує роботу у напрямку досягнення прогресу у розробці альтернативних методів без використання тварин у наукових дослідженнях. Директива була імплементована у національне законодавство в кожній країні-членові ЄС у 2013 році. Після цього на території ЄС тварин використовують для обмеженої кількості дослідницьких цілей, включаючи фундаментальні дослідження, прикладні дослідження захворювань і ліків для людини та тварин, захисті видів і довкілля, а також освіті та навчанні. Загальна заборона на тестування на тваринах для косметичних цілей у цілому на території ЄС діє з 2013 року.

## Лабораторії з валідації альтернативних методів
У липні 2013 року Комісія оголосила про створення Мережі лабораторій Європейського Союзу з валідації альтернативних методів (EU-NETVAL). Основна роль EU-NETVAL полягає у наданні підтримки проектам валідації Європейської референс-лабораторії з альтернатив випробуванням на тваринах (EURL ECVAM), включаючи аспекти навчання та поширення інформації, а також визначення методів, які мають потенціал для зменшення, вдосконалення або заміни використання тварин у наукових цілях. Будь-яка лабораторія ЄС може подати заявку, якщо вона відповідає критеріям придатності, переліченим ЄК, таким як наявність достатньої кількості наукового персоналу, відповідного обладнання та сертифікатів GLP/або ISO. Станом на березень 2016 року існує 38 випробувальних установ: Бельгія (3), Чеська Республіка (1), Європейська Комісія (1), Фінляндія (1), Франція (3), (Німеччина) (6), Угорщина (1), Італія (8), Нідерланди (2), Польща (2), Словаччина (1), Іспанія (3), Швеція (1), Швейцарія (2) та Сполучене Королівство (2).